# Apocalisse di un terremoto
Pour plus de détails, voir Fiche technique et Distribution.
Apocalisse di un terremoto est un film dramatique italien réalisé par Sergio Pastore et sorti en 1982.

## Synopsis
Ciro, qui a émigré au Canada il y a des années, retourne dans sa ville natale, en Irpinia, après le tremblement de terre catastrophique de 1980, accompagné du Canadien Anthony Starace, à la recherche de sa fiancée Maria, portée disparue. Tous deux visitent les lieux dévastés, entrant en contact avec la réalité dramatique (y compris la Camorra, la corruption) exacerbée par les problèmes causés par le tremblement de terre. Finalement, Ciro retrouve Maria hospitalisée, amputée des jambes.

## Fiche technique
- Titre original italien : Apocalisse di un terremoto[1]
- Réalisation : Sergio Pastore
- Scénario : Giovanna Lenzi
- Photographie : Luigi Sgambati, Domenico Paolercio
- Montage : Sergio Pastore
- Musique : Carlo Rustichelli
- Décors : Paolo De Caro
- Costumes : Gianni Pancani
- Société de production : Il Mezzogiorno Nuovo d’Italia
- Pays de production :  Italie
- Langue originale : italien
- Format : couleurs - 35 mm
- Genre : drame
- Durée : 82 minutes
- Dates de sortie : 
  - Italie : 1982 (visa délivré le 15 décembre 1982)

## Distribution
- Giorgio Ardisson : Anthony Starace
- Stella Carnacina : Carmela Baroni
- Laura Donadono : Maria Luciani
- Ciro Sebastianelli Ciro
- Isa Miranda : elle-même
- Pascal Persiano :
- Antonio Lisandri : lui-même
- Angela Campanella : dame du restaurant